# Tarzan Mama Mia
 For alternative betydninger, se Tarzan Mama Mia (flertydig). (Se også artikler, som begynder med Tarzan Mama Mia)
Tarzan Mama Mia (senere Mig og Mama Mia) er en dansk børnefilm, der blev udgivet i 1989. Den blev instrueret af Erik Clausen og blandt de medvirkende er Michael Falch, Tammi Øst og Leif Sylvester Petersen.
Filmen blev senere udsendt som Mig og Mama Mia grundet krav fra arvingerne efter Edgar Rice Burroughs, der har rettighederne til navnet Tarzan.

## Handling
Den elleveårige Rikke bor alene med sin far i et københavnsk slumkvarter på vesterbro. Rikkes mor er død og Rikke er derfor meget alene da faren arbejder. Rikke ønsker sig en hest og får en dag - under en sportsudsendelse som faren er meget optaget af - ham overtalt til at sige ja til at få en hest. Tilfældet vil at Rikke en dag vinder en pony i et cornflakes-lotteri. Rikkes far er ikke glad for at få hesten og husker ikke at han gav hende lov til at få en hest. En anden mand, tilknyttet beboelsen ser dog Rikkes behov og sørger for at hesten, som Rikke kalder Tarzan, bliver installeret i en ufærdig lejlighed på anden sal.
Med Tarzans ankomst til beboelsen opstår der et sammenhold, der skaber omvæltninger for flere af kvarterets skæve eksistenser og bevirker at faderen bliver gode venner med Rikkes lærerinde. Da Rikke møder ponyens tidligere ejer som var nødt til at sælge den og i øvrigt kaldte den Mama Mia finder man også en løsning.

## Bag kameraet
Filmen blev til fordi Erik Clausens datter fortalte ham at han aldrig lavede en film hvor der medvirkede en helt almindelig pige, som hende, der kunne lide heste, men kun film der omhandlede sociale problemer. Efterhånden som tiden gik begyndte opfordringen at inspirere Erik Clausen, til at flette en historie om en hest ind i hans socialrealistiske univers og kunne således skrive et manuskript.
Filmoptagelserne varede ca. tre måneder og havde Erik Clausen som instruktor, der desuden også selv tog rollen som den alkoholiserede urmager på sig. Andre roller gik til Michael Falck, Tammi Øst samt Leif Sylvester, der spillede rollen som vagabonden Ludvig, en eksistens som i løbet af filmen får en slags oprejsning fra udskældt til afholdt.
Hovedrollen Rikke blev spillet af Christina Haagensen. Det var hendes far der i sin tid tog initiativet til at hun blev prøvefilmet hvor man her bad hende om at synge "Se den lille kattekilling". I forbindelse med filmens optagelser var hun nødsaget til at få fri fra skole. Skolen havde forinden sagt god for at hun var faglig dygtig nok til at kunne være fraværende i 3 måneder. Under optagelserne blev hun dog undervist af en privat skolelærer ansat af Nordisk Film.
Optagelserne foregik i Absalonsgade, hvor man havde indrettet et stort loftsrum til kantine.  

## Soundtrack
Til filmen lavede Kim Larsen sangen Tarzan Mama Mia, der er opkaldt efter filmen. Filmen indeholder to versioner af den sang, en version midt i filmen som endnu ikke er udgivet, samt den kendte udgivede sang, som kan høres under rulleteksterne. Desuden indeholder filmen en såkaldt instrumental version af sangen som var inkluderet på sangens single udgivelse. Denne version høres imens hesten er i lejligheden og faren kommer hjem.